# Cubièira
Cubièira (en francès Cubières) és un municipi francès situat al departament del Losera i a la regió d'Occitània.